# Lynne Watson
Lynne Watson (Australia, 22 de noviembre de 1952) es una nadadora australiana retirada especializada en pruebas de estilo libre y estilo espalda, donde consiguió ser subcampeona olímpica en 1968 en los 4 x 100 metros estilos.

## Carrera deportiva
En los Juegos Olímpicos de México 1968 ganó la medalla de plata en los 4 x 100 metros estilos, nadando el largo de espalda, con un tiempo de 4:30.0 segundos, tras Estados Unidos y por delante de Alemania del Oeste, siendo sus compañeras de equipo: Judy Playfair, Lyn McClements y Janet Steinbeck.